# Marco Matellini
Marco Rodolfo Matellini Walker (ur. 18 stycznia 1972 w Limie) – peruwiański strzelec specjalizujący się w skeecie, olimpijczyk z Pekinu.

## Życiorys
Peruwiańczyk zaczął uprawiać sport w 1988 roku. Jest praworęczny, mierzy z broni prawym okiem.

## Przebieg kariery
Pierwszy start strzelca w międzynarodowych zawodach miał miejsce w 1993 roku podczas mistrzostw Ameryki. Zawodnik zajął w nich 12. pozycję. W 1995 zadebiutował w mistrzostwach globu, startując w mistrzostwach świata w strzelaniu do rzutków w Nikozji. W swej konkurencji zajął daleką, 98. pozycję z rezultatem 111 punktów. Dwa lata później zaś odnotował najlepszy w karierze występ na mistrzostwach świata, uzyskując podczas mistrzostw w Limie wynik 120 punktów dający zawodnikowi 8. pozycję w klasyfikacji generalnej. W 2000 zanotował najlepszy w swej karierze występ w strzeleckich zawodach Pucharu Świata, zajmując 9. pozycję w konkursie rozegranym w Lonato.
W 2007 uczestniczył w igrzyskach panamerykańskich, na których odnotował najlepszy występ na imprezie sportowej tej rangi, zajmując 4. pozycję z dorobkiem 120 + 22 punktów. Natomiast w 2008 jedyny raz w karierze reprezentował swój kraj na letnich igrzyskach olimpijskich. Na igrzyskach w Pekinie zajął 40. pozycję z dorobkiem 95 punktów.